# Шанхайска война
Шанхайската война от 28 януари до 3 март 1932 година е необявена война между Япония и Китай.
Тя започва с Инцидента от 28 януари, при който Япония отправя ултиматум за компенсации, нанесени малко преди това от тълпи китайци на японски граждани и собственост в Шанхай. Въпреки че ултиматумът е приет, японците бомбардират града, след което в него навлизат китайски войски и започват боеве между двете страни. Към 3 март китайските сили са изтласкани от града и в приетото през май примирие той е превърнат в демилитаризирана зона.